# Blechnum lyonii
Blechnum lyonii là một loài dương xỉ trong họ Blechnaceae. Loài này được O. Deg. Christenh. mô tả khoa học đầu tiên năm 2011.